# 자크 샤를
자크 알렉상드르 세사르 샤를(Jacques Alexandre César Charles, 1746년 11월 12일 ~ 1823년 4월 7일)은 프랑스의 과학자, 수학자, 발명가이다.
보겐 시에서 출생하여, 소르본 대학·파리 공예 학교의 교수를 지냈다. 1783년 10월 27일에 수소를 가득 채운 기구를 날리는 데 성공하였으나, 이 기구는 파리 외곽지역에 착륙한 후 농부들의 손에 파괴되었다. 몽골피에 형제가 열기구를 이용하여 비행에 성공한 지 10일 후인 12월 1일에는 직접 기구에 탑승하여 550미터 상공까지 날아오르는 데 성공하여 인간의 기구 비행을 실현하였다.
1787년 기체의 성질을 연구하여, '일정한 압력 밑에서의 기체의 부피 변화는 절대온도에 비례한다'는 유명한 '샤를의 법칙'을 발견하였다. 이 법칙은 후에 게이뤼삭이 다시 확인하였으므로, '게이뤼삭의 법칙'이라고도 한다.

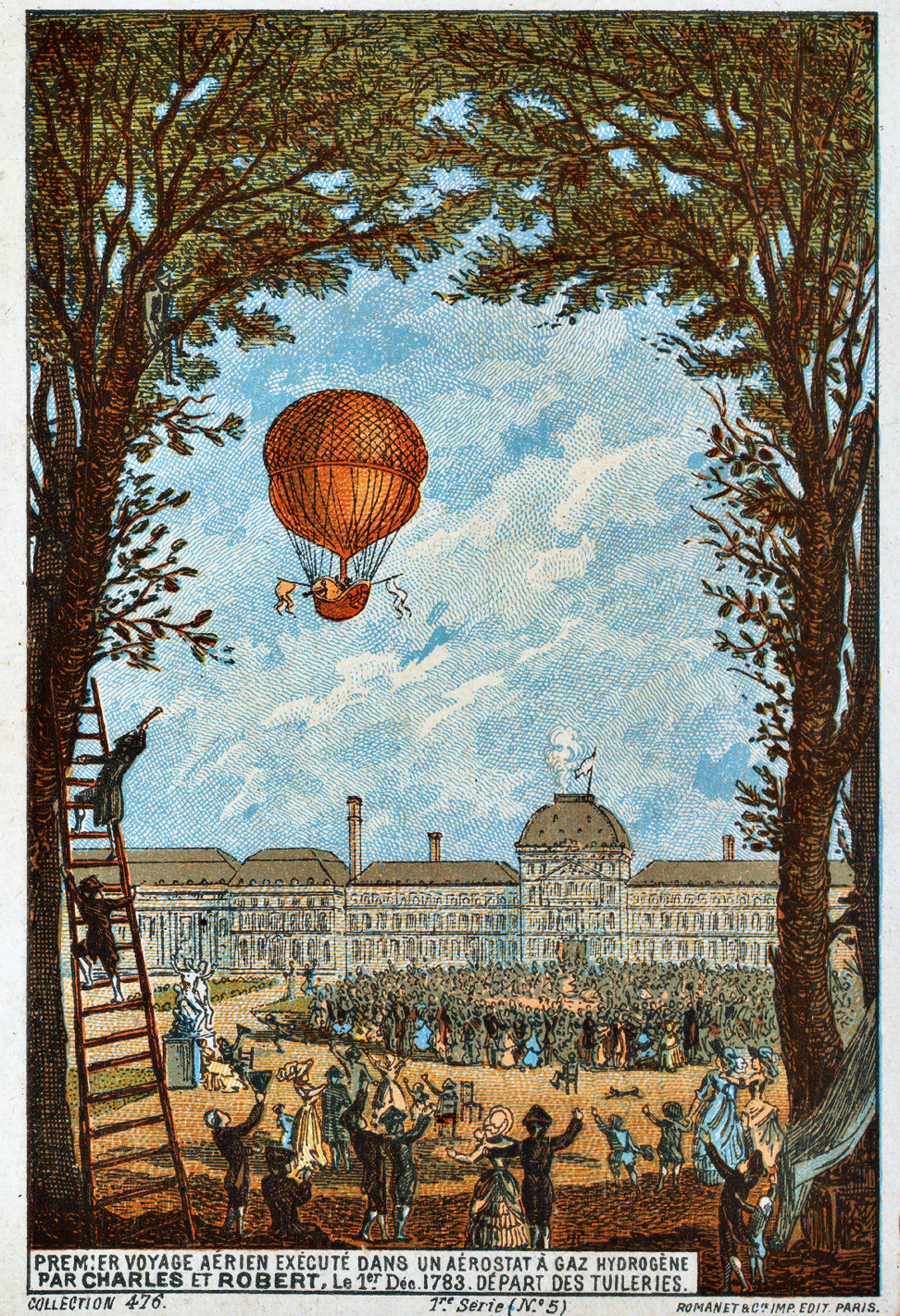
1783년 12월 1일에 있었던 자크 샤를의 첫 기구비행. 19세기의 그림.

## 같이 보기
- 기체 법칙
- 장피에르 블랑샤르